# Masakr na náměstí Nebeského klidu

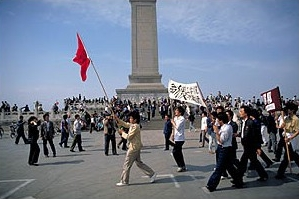
2. června 1989, protesty na náměstí Nebeského klidu

Masakr na náměstí Nebeského klidu (název náměstí čínsky 天安门广场, český přepis Tchien-an-men Kuang-čchang) bylo násilné potlačení demonstrací konaných v čínském hlavním městě Pekingu mezi 15. dubnem a 4. červnem 1989. K hlavnímu zásahu armády proti lidovému povstání došlo v noci ze 3. na 4. června 1989. Počet obětí povstání masakru na náměstí se různí, pohybuje se od několika stovek až do 10 000 mrtvých.

## Průběh demonstrací
Demonstranti požadovali demokratizaci společnosti, stejně jako se tomu dělo ve stejné době ve východní Evropě. Události začaly v polovině dubna 1989, kdy se konalo uctění památky zemřelého bývalého generálního tajemníka Čínské komunistické strany Chu Jao-panga, který byl považován za hospodářského reformátora a v roce 1987 byl z tohoto důvodu zbaven moci. Pietní shromáždění, kterého se zúčastnilo kolem 100 000 lidí, se změnilo v manifestaci za demokratické změny v Číně. Protesty proti čínské vládě se během května rozšířily do dalších měst a konaly se také studentské stávky. Studenti Akademie vytvořili několikametrovou sochu Bohyně demokracie a vztyčili ji přímo proti centrálnímu Památníku Lidových hrdinů. V průběhu protestů byl na oficiální návštěvě Číny Michail Gorbačov a do Pekingu přijelo množství novinářů z hlavních světových médií, z nichž někteří zůstali v Pekingu a zachytili násilné potlačení protestů. Za svobodu slova demonstrovali spolu se studenty také čínští novináři.
Dne 20. května vyhlásila čínská vláda stanné právo a v čínském hlavním městě byl vyhlášen výjimečný stav. Nasazeno bylo až 200 000 vojáků. Od 2. června 1989 zabrali demonstranti náměstí a začali blokovat i další ulice v centru města. Demonstrací, které trvaly šest týdnů, se celkem zúčastnilo více než milion lidí.
Dne 2. června se Teng Siao-pching a další vysocí vládní představitelé sešli se třemi členy politbyra (Li Pchengem, Čchiao Š’em, Jao I-linem), kde stvrdili svůj záměr „ukončit dlouhotrvající protesty a znovu v hlavním městě nastolit pořádek, a to co nejpoklidněji, jak bude možné“. Armáda nicméně byla oprávněna „použít sílu, pokud by protestující nespolupracovali“. Sepsané instrukce byly 3. června v 16:30 předány ze strany politbyra vedení armády, a to ve znění:
- Operace směřující k potlačení kontrarevolučního povstání začne ve 21:00.
- Armádní jednotky by se v jednu hodinu ráno 4. června měly začít shlukovat k náměstí, které musí být vyčištěno do šesti hodin ráno.
- Jakékoliv zpoždění nebude tolerováno.
- Žádný člověk nesmí bránit vojákům ve vynucování stanného práva. Vojáci mohou jednat v sebeobranně a použít jakékoliv prostředky k odstranění překážek.
- Státní média budou vysílat varování pro občany.

Instrukce neobsahovaly přímé instrukce k použití ostré munice, ale svolení k použití „jakýchkoliv prostředků“ bylo některými vojáky pochopeno jako svolení ke střílení do protestujících.
Odpoledne 3. června obsadila armáda dle instrukcí studia čínské státní televize (CCTV) i redakci hlavního deníku Žen-min ž’-pao. Televizní hlasatelé, kteří oznámili, že vláda ČLR nařizuje demonstrantům vyklidit náměstí a obyvatelům města zůstat doma, vystoupili v černém oblečení a zakončili své vystoupení varováním: „Pamatujte si tento černý den.“ V noci 3. června a ranních hodinách 4. června začala armáda jednat. Na náměstí Nebeského klidu byly vyslány obrněné transportéry, tanky a pěchota s ostrým střelivem. Obyvatelé Pekingu přitom nevyslyšeli varování médií a vyšli do ulic. První ostrý střet se odehrál zhruba ve 22:00 několik kilometrů od náměstí, kde protestující pro přijíždějící tanky vytvořili z trolejbusů barikády, které následně zapálili. Po překonání blokády opětovala armáda tyto snahy otevřenou salvou do davu. Zprávy o násilnostech vyprovokovaly na jedné straně armádu, která tím ospravedlňovala použití síly, a na druhé i (oproti armádě relativně malou) část protestujících, která na vojáky za použití molotovových koktejlů, kamení, klacků a ukradených zbraní začala útočit.
Oficiální údaje o počtech obětí při potlačování povstání se různí. Podle Čínské komunistické strany se mělo jednat o 200–300 obětí, mezi nimiž bylo jen 23 studentů a několik desítek členů policie a armády, jiné zprávy ale mluví o vyšších počtech mrtvých. Podle americké tajné služby CIA zemřelo 400–900 lidí, podle Čínského červeného kříže a zástupců studentské organizace to bylo 2 000–3 000 osob, podle odtajněných britských dokumentů zemřelo více než 10 000 lidí. Čínská vláda dala všechna těla mrtvých spálit a nařídila nemocnicím zlikvidovat veškeré záznamy. Kromě usmrcených bylo několik tisíc zraněných a odhadem 10 000 zatčených. Po zásahu byl ze země vyhoštěn zahraniční tisk a domácí tisk byl pod pečlivou kontrolou a cenzurou, takže o krvavém potlačení protestu se čínský lid dozvídal jen velmi obtížně.
Mezi některými historiky je událost označována jako Pekingský masakr. Protestující na náměstí pocházeli z nejrůznějších sociálních vrstev (intelektuálové, dělníci atd.). Potlačené povstání obsahovalo mnoho socialistických elementů, demonstranti například zpívali Internacionálu. Někteří z nich, jako např. Wang Chuej, dále aktivně rozvíjejí kritiku vlády zleva jakožto součást tzv. čínské nové levice.
Po 30 letech od Tiananmenského masakru je toto téma v Číně i v čínské diaspoře v zahraničí nejvíce cenzurovaným pojmem a otevřenou ranou. Bylo vymazáno z historických publikací, je blokováno na sociálních sítích a lidé, kteří si výročí chtějí připomenout, jsou zatýkáni.

## Světový politický a kulturní ohlas

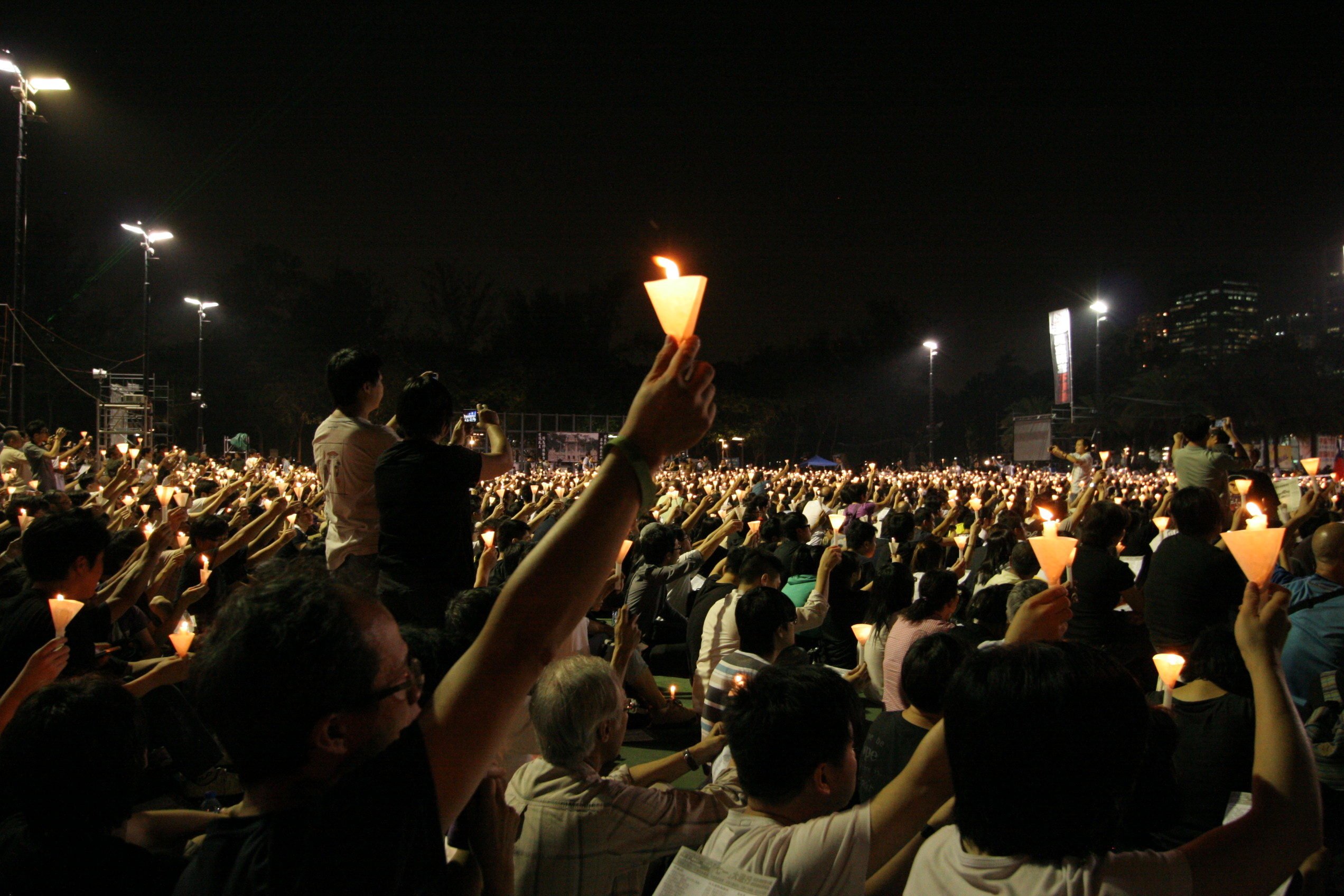
23. výročí masakru v Hongkongu, který byl jediným místem v Číně, kde lze svobodně uctít památku obětí

Evropské státy na masakr zareagovaly vyhlášením embarga na vývoz zbraní do Číny. Původní úplný zákaz však postupně nahradila regulace vývozu; lze exportovat jen určité druhy zbraní a každý jednotlivý obchod podléhá schválení vlády příslušné země. Například vláda České republiky v roce 2008 udělila souhlas s prodejem součástek pro letadla L-39 v ceně 190 tisíc eur; nejvyššího rozsahu v tom roce dosáhl vývoz z Francie (227 miliónů eur).
V roce 2010 se menšina evropských států (Francie, Španělsko, Malta, Belgie) stavěla za zrušení embarga. O otázce se mělo jednat na vrcholném setkání představitelů Evropské unie a Číny v prosinci 2010, kde ale embargo zrušeno nebylo.
Záběry z demonstrací byly použity v klipu k písni Power to the People od Johna Lennona či Wind of Change od skupiny Scorpions. Protest je také zmíněn v textu písně Hypnotize od System of a Down. Dne 12. června 2007 byla ve Washingtonu představena bronzová socha napodobující sochu Bohyně demokracie, která se objevila na záznamech z revolty krátce před potlačením.
Čínská vláda označuje protesty za kontrarevoluční povstání, odmítá jejich medializaci i zodpovědnost za vojenský zásah.
Při příležitosti 30. výročí masakru na náměstí Nebeského klidu se dne 4. června 2019 konalo společné zasedání Výkonné komise pro Čínu amerického Kongresu a Komise pro lidská práva Toma Lantose pořádané Výborem pro zahraniční věci Sněmovny reprezentantů, kde promluvili přímí svědkové události i historikové specializovaní na moderní dějiny Číny. Konference s názvem "Tchien-an-men - 30 let: zkoumání vývoje represí v Číně" poukázala pokračující cenzuru a nemožnost nalézt konkrétní zodpovědnost za masakr pro ty, kteří hledají odpovědi na otázky týkající se obětí.